# Chopstick Brothers
Chopstick Brothers (en chino, 筷子兄弟; pinyin, Kuàizi xiōngdì) es un dúo chino basado en Beijing que se conoció en línea por su vídeo viral 2010 Old Boys (en chino, 老男孩; pinyin, Lǎo nánhái). 

## Carrera
Inicialmente conocidos por su primera cinta "Memoirs of male geisha" En 2014, escribieron, dirigieron y protagonizaron un largometraje Old Boys: The Way of the Dragon (en chino, 老男孩之猛龙过江; pinyin, Lǎo nánhái zhī měng lóngguò jiāng) basado en el video viral.
La canción promocional de la película, "Little Apple", también fue viral, ganando el "Premio a la Canción Internacional" en los American Music Awards de 2014.

## Miembros
- Xiao Yang (nac. 1980 en Chengde, Hebei)[4]
- Wang Taili (nac. 1969 en Shandong).[2]

## Filmografía
- 2007: Memoirs of male geisha (en chino, 男藝妓回憶錄; pinyin, Nán yì jì huíyìlù).
- 2008: Where are you (en chino, 你在哪里; pinyin, Nǐ zài nǎlǐ).
- 2010: Lǎo nánhái (en chino, 老男孩).
- 2011: Yíngjiā (en chino, 赢家).
- 2011: Sleepless Fashion (en chino, 与时尚同居; pinyin, Yǔ shíshàng tóngjū).
- 2012: Fùqīn (en chino, 父亲).
- 2012: Detective Chinatown (en chino, 大家爱起来; pinyin, Dàjiā ài qǐlái)
- 2013: Fake Fiction (en chino, 摩登年代; pinyin, Módēng niándài)
- 2014: Old Boys: The Way of the Dragon (director y escritor) (en chino, 老男孩之猛龙过江)
- 2015: Dragon Blade (en chino, 天将雄師; pinyin, Tiān jiāng xióngshī)
- 2016: Super Express (en chino, 超級快遞; pinyin, Chāojí kuàidì)

### Programas de variedades
- Ace vs Ace (2016, 2017) - (ep. #1.06, 2.04) - invitados